# Bradley C. Hosmer

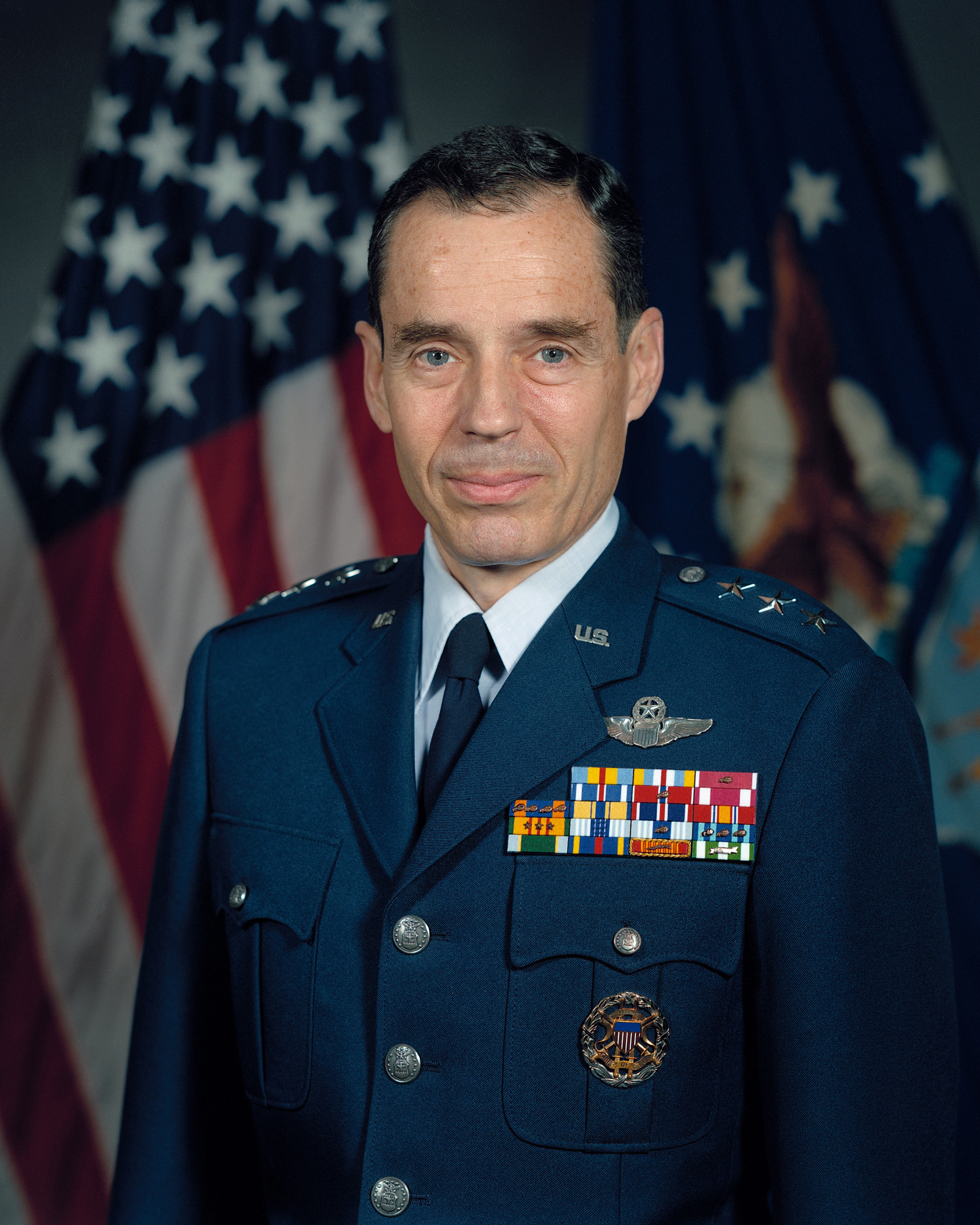
Bradley C. Hosmer

Bradley Clark Hosmer (* 8. Oktober 1937 in San Antonio, Texas) ist ein pensionierter Generalleutnant der United States Air Force. Er war unter anderem Leiter (Superintendent) der United States Air Force Academy.

## Leben
Im Jahr 1959 absolvierte Bradley Hosmer als einer der Besten seiner Klasse mit dem ersten Abschlussjahrgang die United States Air Force Academy in Colorado Springs. Nach seiner Graduation wurde er als Leutnant in das Offizierskorps der Air Force aufgenommen. In der Folge durchlief er alle Offiziersgrade vom Leutnant bis zum Drei-Sterne-General.
Im Lauf seiner militärischen Karriere absolvierte er verschiedene Kurse und Schulungen. Dazu gehörten unter anderem eine Ausbildung zum Kampfpiloten und weitere Fortbildungskurse als Pilot neuer Flugzeugtypen, die Squadron Officer School auf der Maxwell Air Force Base in Alabama und das National War College in Fort Lesley J. McNair in Washington, D.C. Außerdem erhielt er einen akademischen Grad von der University of Oxford in England.
In seinen frühen Jahren als Offizier der Luftwaffe war er auf verschiedenen Stützpunkten in den Vereinigten Staaten stationiert. Dabei war er als Pilot, Flugnavigator, Flugausbilder oder Stabsoffizier bei unterschiedlichen Einheiten tätig. Dazwischen absolvierte er die erwähnten Schulungen. Zwischen August 1967 und August 1968 war er im Vietnamkrieg eingesetzt. Bis Januar 1968 war er dort Verbindungsoffizier der Air Force zur 1. Brigade der 1. Kavalleriedivision (Panzer) der United States Army. Danach war er Stabsoffizier im Hauptquartier der 7. Luftflotte.
Nach seiner Rückkehr in die Vereinigten Staaten setzte er seine Offizierslaufbahn in der Air Force fort. Dabei war er auch mehrfach in unterschiedlichen Funktionen Stabsoffizier in deren Hauptquartier. Im Juli 1977 wurde er als Oberst auf die Holloman Air Force Base in New Mexico versetzt, wo er bis Mai 1978 stellvertretender Kommandeur des 479. Taktischen Geschwaders (479th Tactical Training Wing) war. Anschließend erhielt er das Kommando über dieses Geschwader, das er bis zum September 1979 innehatte. Daran schloss sich eine Versetzung zur Moody Air Force Base in Georgia an. Dort kommandierte Bradley Hosmer bis zum August 1981 das 347. Taktische Geschwader (347th Tactical Fighter Wing).
Sein nächster Auftrag führte ihn zur George Air Force Base in Kalifornien. Zwischen August 1981 und August 1982 kommandierte er dort die 831. Luftdivision (831st Air Division). Daran schloss sich eine Versetzung zum Stab der Pacific Air Forces an, die auf der Hickham Air Force Base in Hawaii angesiedelt ist. Bis zum Juni 1984 leitete Hosmer deren Stabsabteilung für Planungen (deputy chief of staff, plans, Pacific Air Forces).
Es folgte eine Versetzung zum Stab der Joint Chiefs of Staff in Washington, D.C., dem er bis zum September 1986 angehörte. Anschließend war er bis zum September 1989 Leiter (President) der National Defense University in Fort Lesley J. McNair in Washington, D.C. Danach kehrte er zum Hauptquartier der Luftwaffe zurück, wo er zwischen September 1989 und Juni 1991 das Amt des Generalinspekteurs der Air Force bekleidete.
Sein letzter Auftrag führte ihn nach Colorado zur United States Air Force Academy. Am 25. Juni 1991 übernahm er dort in der Nachfolge von Charles R. Hamm als Superintendent die Leitung dieser Ausbildungsstätte. Dieses Amt bekleidete er bis zum 8. Juli 1994, als er von Paul E. Stein abgelöst wurde. Hosmer war der erste Leiter dieser Akademie, der dort auch studiert hatte. Anschließend schied er aus dem aktiven Militärdienst aus.

## Daten der Beförderungen
| Abzeichen | Rang               | Jahr               |
| --------- | ------------------ | ------------------ |
|           | Second Lieutenant  | 3. Juni 1959       |
|           | First Lieutenant   | 3. Dezember 1960   |
|           | Captain            | 3. Dezember 1963   |
|           | Major              | 20. Juni 1967      |
|           | Lieutenant Colonel | 1. Dezember 1970   |
|           | Colonel            | 1. April 1973      |
|           | Brigadier General  | 1. Juli 1982       |
|           | Major General      | 1. Oktober 1984    |
|           | Lieutenant General | 19. September 1986 |

## Orden und Auszeichnungen
Bradley Hosmer erhielt im Lauf seiner militärischen Laufbahn unter anderem folgende Auszeichnungen:
- Defense Distinguished Service Medal
- Defense Superior Service Medal
- Legion of Merit
- Bronze Star Medal
- Distinguished Flying Cross
- Meritorious Service Medal
- Air Medal
- Air Force Commendation Medal
- Air Force Outstanding Unit Award
- National Defense Service Medal
- Vietnam Service Medal
- Air Force Longevity Service Award
- Gallantry Cross (Südvietnam)
- Vietnam Campaign Medal (Südvietnam)